# Aye Thein Thein
Aye Thein Thein (birmanisch အေးသိန်းသိန်း; * 21. März 1982), auch Thein Thein Aye, ist eine myanmarische Fußballschiedsrichterin.
Seit 2008 steht sie auf der FIFA-Liste und leitet internationale Fußballspiele.
Thein Thein pfiff bei der U-20-Weltmeisterschaft 2016 in Papua-Neuguinea ein Spiel in der Gruppenphase.
Sie wurde für die Asienmeisterschaft 2018 in Jordanien nominiert und leitete dort ein Gruppenspiel.
Bei der Asienmeisterschaft 2022 in Indien leitete Thein Thein ein Gruppenspiel sowie das Viertelfinale zwischen Chinese Taipei und den Philippinen (1:1 n. V., 3:4 i. E.).